# Francesca Ordeaschi

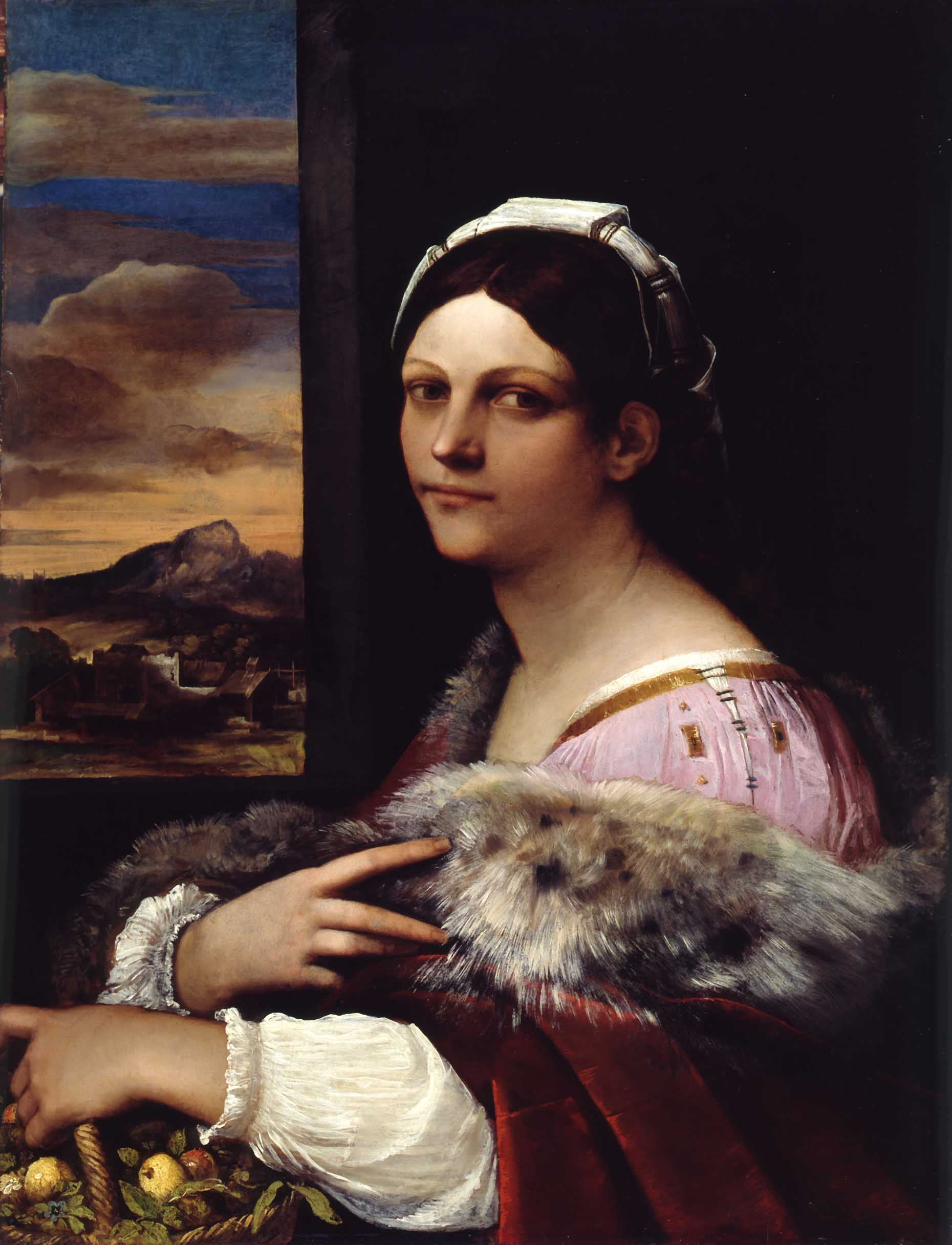
Sebastiano del Piombo, Dorotea, presunto ritratto di Francesca Ordeaschi

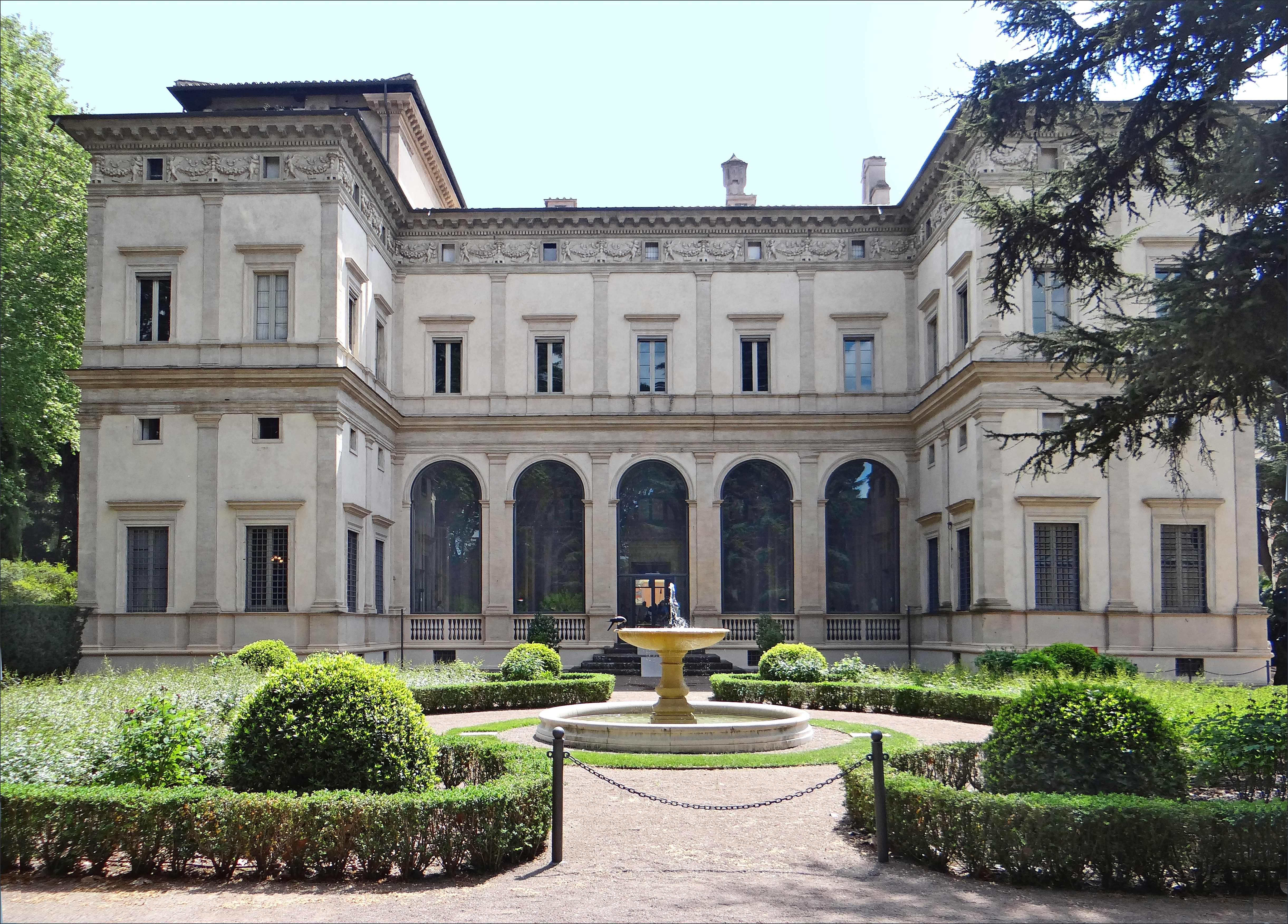
Roma, Villa Farnesina

Villa Farnesina, affreschi della Loggia di Amore e Psiche di Raffaello

Francesca Ordeaschi (Venezia, ... – Roma, novembre 1520) è stata una cortigiana italiana, moglie del banchiere mecenate Agostino Chigi.

## Biografia
Di umile famiglia, visse a Venezia, dove conobbe nel 1511 il banchiere e mecenate Agostino Chigi, detto il Magnifico, mentre questi era sposato con Margherita Saracini, da cui non ebbe figli, e divenne sua amante. Invaghitosi di lei, la portò a Roma. A distanza di alcuni mesi dalla morte della prima moglie nel 1511, Francesca entrò ufficialmente nella Villa Chigi e visse qui. Francesca sposò Agostino il 28 agosto 1519, con la benedizione di papa Leone X.
Francesca Ordeaschi sopravvisse alcuni mesi alla morte del marito, avvenuta l'11 aprile 1520, morendo forse avvelenata nel novembre 1520.

## Discendenza
Francesca e Agostino ebbero cinque figli:
- Lorenzo Leone
- Alessandro Giovanni
- Margherita
- Camilla
- Agostino II, nato dopo la morte del padre.

## Ritratti in letteratura e arte
- Francesca fu probabilmente la modella del ritratto Dorotea di Sebastiano del Piombo, 1512 circa;
- Nella Loggia di Psiche di Villa Farnesina, un tempo aperta sul giardino, è dipinto il ciclo con le Storie di Amore e Psiche, tratte dall'Asino d'oro di Apuleio, opera di Raffaello[7] e dei suoi allievi (Raffaellino del Colle, Giovan Francesco Penni, Giulio Romano) per il banchiere Agostino Chigi. Alcuni hanno messo in relazione la protagonista mitologica del soggetto, Psiche, con Francesca Ordeaschi, amante di Agostino Chigi, che da cortigiana si elevò al rango di moglie legittima del banchiere. Le scene sono inserite in un intreccio di festoni vegetali, opera dell'altro allievo Giovanni da Udine, che simulano un pergolato con festoni di fiori e frutta, dividenti la volta in scomparti, che hanno uno sfondo azzurro-cielo. La presenza degli intrecci vegetali accresce il senso di continuum della loggia con il giardino; vi sono riconoscibili la bellezza di circa duecento specie botaniche, soprattutto domestiche[8], tra cui anche numerose piante importate dalle Americhe, scoperte solo pochi anni prima.